# Frauenfriedenskirche
La Frauenfriedenskirche (Notre-Dame de la Paix en allemand) est une église catholique romaine de Bockenheim, dans la ville de Francfort-sur-le-Main.

## Histoire
Elle a été construite par Hans Herkommer 1927 à 1929. L'église est un exemple exceptionnel de l'architecture moderniste de l'entre-deux-guerres, combinant des éléments de l'expressionnisme avec la « Nouvelle Objectivité » de l'architecture du Bauhaus, et en utilisant des mosaïques monumentales pour la décoration extérieure et intérieure.
Le projet de construire une telle église a été développé en 1916 par Hedwig Dransfeld, alors présidente de la Frauenbund Deutscher Katholischer (L'Association des femmes catholiques allemandes). L'église était censée représenter une prière pour la paix dans la pierre et aussi servir comme un mémorial pour les morts de la Première Guerre mondiale. L'argent de la Fondation initialement collecté pour le projet a été perdu en raison de l'hyperinflation allemande entre 1914 et 1923.
L'église a finalement été achevée le 5 mai 1929 et remis à la congrégation catholique de Bockenheim. Elle a été fortement endommagée par la Seconde Guerre mondiale, puis reconstruite avec l'argent donné à cet effet. Les noms des soldats allemands tués ou disparus dans les deux guerres mondiales ont été exposés dans l'église en échange d'un don.

## Architecture
L'église, son presbytère, et les salles paroissiales forment une unité architecturale, de 18 sur 30 mètres. La façade ouest de l'église est dominée par un portail 25 mètres de haut, subdivisé par trois arcs. L'arche du milieu contient une mosaïque monumentale couverte de la statue de Marie comme Reine de la Paix. La mosaïque de l'arc de gauche représente la nuit, le deuil et une épée, symbole de la guerre, l'un sur la droite symbolise la paix en montrant le soleil, de bonheur et de fleurs. Les mosaïques sont du sculpteur Emil Sutor.
En dessous de la triple nef de 18 m de haut, il y a une crypte, contenant une pietà par Ruth Schaumann. Dans la nef, l'autel est à 2 m au-dessus du niveau du plancher. Au-devant, se trouve une mosaïque monumentale de Josef Eberz. Il dépeint le Jésus crucifié, en dessous de lui Marie, Mère de Jésus, transpercée par sept glaives.

## L'orgue
L'orgue de la Frauenfriedenskirche a été construit par la société Siegfried Sauer à Höxter en 1996. Il dispose de 45 registrations avec traction mécanique électrique, trois claviers et un pédalier.
Depuis 1956, l'église a six cloches.
- (en) Cet article est partiellement ou en totalité issu de l’article de Wikipédia en anglais intitulé « Frauenfriedenskirche » (voir la liste des auteurs).